# Irlandia (wyspa)
Irlandia (ang. Ireland, irl. Éire)  – wyspa w Europie, trzecia pod względem wielkości. Pod względem politycznym wyspa podzielona jest na dwie części: Irlandię i Irlandię Północną, która jest częścią Zjednoczonego Królestwa Wielkiej Brytanii i Irlandii Północnej.

## Geografia

### Położenie
Irlandia należy do archipelagu Wysp Brytyjskich, jest trzecią co do wielkości wyspą Europy. Jej powierzchnia wynosi 84 421 km², większa od niej jest Islandia oraz Wielka Brytania. Od północy i zachodu oblewają ją wody Oceanu Atlantyckiego, natomiast na wschodzie i południowym wschodzie oddziela ją od Wielkiej Brytanii Morze Irlandzkie, Kanał Świętego Jerzego i Kanał Północny. Linia brzegowa jest bardzo urozmaicona, jej długość wynosi 7527 km.
- Położenie geograficzne Irlandii określają współrzędne:
  - szerokość geograficzna 51°30'-55°30'N
  - długość geograficzna 6°00'-10°30'W

### Klimat
Klimat Irlandii określa się jako typ klimatu umiarkowanego morskiego wilgotnego. Na jego kształtowanie największy wpływ mają napływające z południowego zachodu masy powietrza znad Oceanu Atlantyckiego i łagodząca działalność Prądu Północnoatlantyckiego. Średnie temperatury powietrza wahają się między 4 a 7 °C w styczniu i lutym, 14 do 16 °C w lipcu i sierpniu. Najwyższą temperaturę 33,3 °C zanotowano na zamku Kilkenny w hrabstwie Kilkenny 26 czerwca 1887 roku. Najniższą zaś wynoszącą -19,1 °C na zamku Markree w hrabstwie Sligo 16 stycznia 1881 roku. Ilość opadów jest różna: od 760 mm na wschodzie do 2540 mm na zachodnim wybrzeżu. Największe dzienne nasłonecznienie jest w maju i czerwcu i wynosi wtedy 5,5 do 6,5 godziny/dobę.

### Fauna i flora

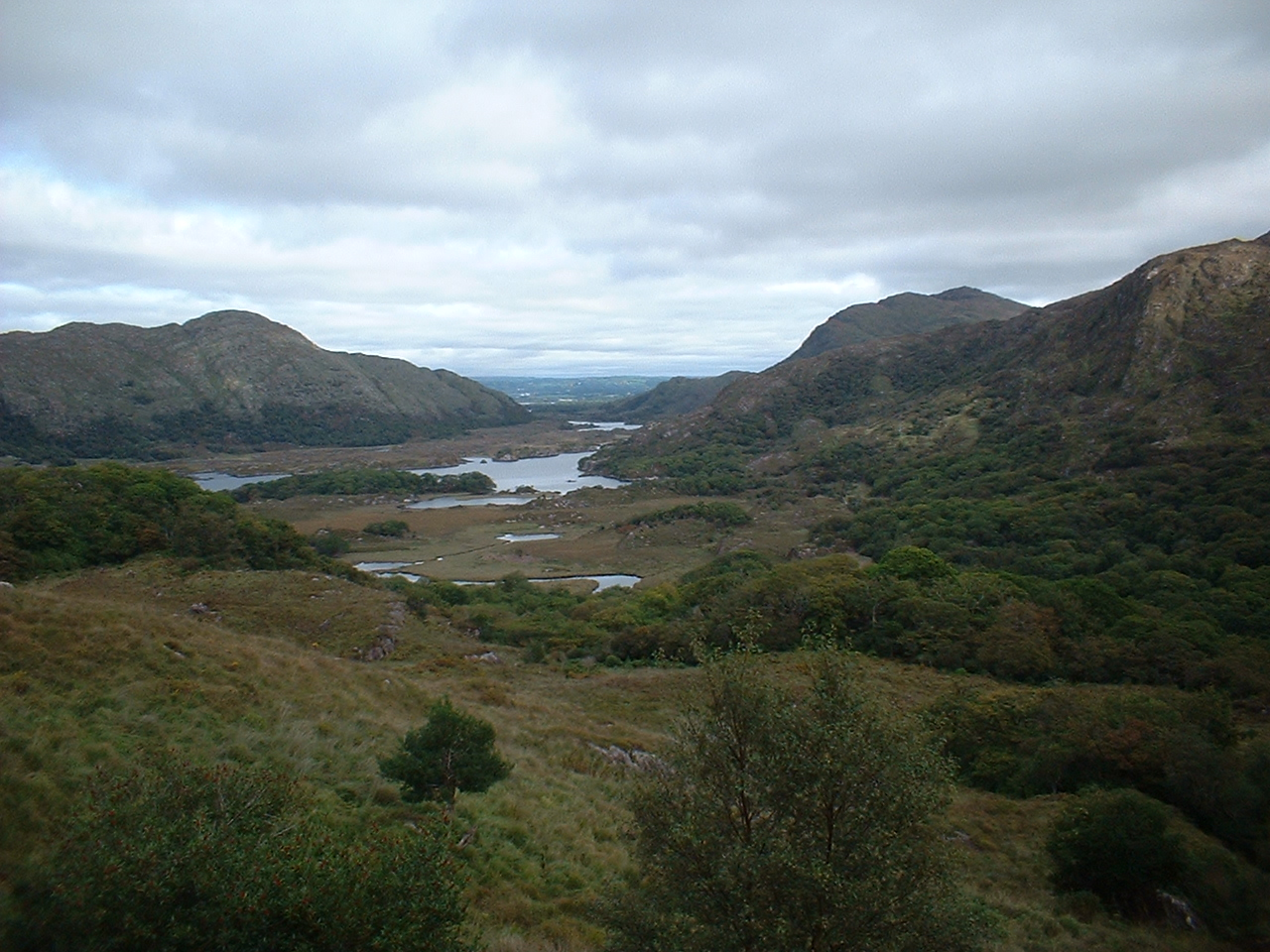
Ladys View w County Kerry

Irlandia należy do atlantyckiej strefy roślinnej, a jej naturalną formacją roślinną jest las liściasty dębowy. Fakt, iż podczas zlodowacenia cała Irlandia była pokryta lądolodem, spowodował występowanie charakterystycznych odmian roślin. Istnieje tu niecodzienna kombinacja gatunków arktycznych, alpejskich a nawet wiele gatunków roślin wiecznie zielonych charakterystycznych dla basenu Morza Śródziemnego czy Ameryki Północnej. Oddzielenie się wyspy w okresie topnienia lądolodu wpłynęło także na faunę tego obszaru. Obecnie na Irlandii występuje 35 gatunków lądowych ssaków, wśród nich: sarny, zające, króliki, lisy, wiewiórki, borsuki, a także endemiczne podgatunki: zająca – Lepus timidus hibernicus i gronostaja – Mustela erminea hibernica (spotykany także na wyspie Man). W przeciwieństwie do stosunkowo małej liczby ssaków lądowych zamieszkujących wyspę, ssaki morskie są licznie reprezentowane przez: foki, delfiny, morświny i wieloryby. Olbrzymie jest tu także bogactwo ptaków, część z nich migruje tutaj z Grenlandii czy Islandii. Zaobserwowano przedstawicieli 380 gatunków. W rzekach i strumieniach wyspy występuje wiele gatunków ryb – najliczniejsze są: łososiowate, w tym pstrągi, szczupakowate, węgorzowate. W celu ochrony środowiska przyrodniczego w Irlandii powołano sześć parków narodowych. W Irlandii Północnej do tej pory nie powstał żaden park narodowy, natomiast istnieje kilka rezerwatów przyrody.

## Interesujące miejsca
- Rock of Cashel
- Grobla Olbrzyma